# Megupsilon aporus
El cachorrito enano de Potosí (Megupsilon aporus) fue una especie de pez actinopeterigio de agua dulce, endémica del Manantial de El Potosí, Galeana en el estado de Nuevo León, Actualmente se encuentra extinta.

## Clasificación y descripción
Es un pez de la familia Cyprinodontidae del orden Cypriniformes. Su cuerpo está fuertemente comprimido y semirromboide, su principal característica es la ausencia de las aletas pélvicas. Los machos presentan una mancha negra lateral anterior al pedúnculo caudal que se extiende hasta la aleta anal. Las hembras son verde oliva y no presentan ocelos en la aleta dorsal. La talla máxima que alcanza este pez es de 36 mm de longitud patrón.
Es una especie que se comercializa para acuariofilia. Peces de pequeño tamaño con una longitud máxima descrita de solo 4 cm, sin espinas en las aletas.

## Distribución
Este pez era endémico del manantial El Potosí en el municipio de Galeana, Nuevo León. En la actualidad está completamente extinta desde 2014. Son peces de agua dulce subtropical, de comportamiento demersal que prefieren temperaturas entre 18 °C y 22 °C.

## Ambiente
La única localidad conocida de esta especie se encontraba en una zona árida a 1880 m s. n. m. Era un estanque de agua fresca y transparente, de 1 ha y con profundidad de entre 1 y 4.5 m. El fondo era lodo arcilloso y con vegetación acuática compuesta de Ceratophyllum, Potamogeton, entre otros.

## Estado de conservación
La especie se considera extinta en la naturaleza tras la desaparición de su hábitat entre 1994 y 1996. Solo sobrevivian algunos organismos en cautiverio en la Universidad de Nuevo León y el Acuario de Texas.
El Megupsilon aporus, conocido comúnmente como el cachorrito de Potosí, está correctamente enlistado en la Norma Oficial Mexicana 059 (NOM-059-SEMARNAT-2010) como “Especie probablemente extinta en el medio silvestre” (Probablemente extinta en el medio silvestre, PEXW). Esta especie de pez endémica de México, que habitaba en el manantial de El Potosí en Nuevo León, se extinguió completamente en 2014, cuando murieron los últimos individuos en cautiverio. La especie se extinguió definitivamente en 2014 cuando el último ejemplar vivo en cautiverio murió.